# Euryoryzomys russatus
Euryoryzomys russatus, popularmente denominado de rato-do-mato, ou rato-do-arroz, é uma espécie de roedor da família Cricetidae. Foi descrita pela primeira vez por Johann Andreas Wagner em 1848. É encontrada no Brasil, Paraguai e Argentina. Possui pelagem marrom-avermelhada, cauda longa e crânio grande. É um roedor terrestre, que passa seu tempo em busca de sementes, frutas e insetos. É listada pela IUCN como "menos preocupante", embora estudos tenham mostrado que é influenciada por distúrbios antropogênicos. Predadores consistem em pequenos membros da ordem Carnivora.

## Etimologia
O prefixo eury- vem da palavra grega "eurys", que significa "largo". O epíteto específico russatus vem da palavra latina "russatus", que significa "vestido de vermelho".

## Taxonomia
Euryoryzomys russatus (Wagner, 1848) é seu nome atualmente aceito. É um membro da ordem Rodentia e família Cricetidae, com o gênero Euryoryzomys compreendendo seis espécies válidas.

## Distribuição e habitat
Euryoryzomys russatus é encontrado no Brasil continental e em ilhas periféricas. Também é encontrada na Bolívia, Argentina e Paraguai. É encontrada ao longo de gradientes altitudinais consistindo em áreas baixas e montanhosas (montanas). É encontrada na Mata Atlântica, bem como em algumas áreas da Floresta Amazônica.
Locais específicos em que E. russatus foi encontrada inclui: Ilha de Santa Catarina, Brasil (espécimes vivos); Além Paraíba, Minas Gerais, Brasil (espécimes de museu); Parque Nacional Guaricana, Paraná, Brasil (espécimes de museu); Ilha do Cardoso, São Paulo, Brasil (espécimes de museu); Paraná, Brasil (identificação genética de excrementos de felinos predadores); Picinguaba, São Paulo, Brasil (espécimes vivos); Rio de Janeiro, Brasil (espécimes vivos); Reserva Florestal do Morro Grande, São Paulo, Brasil (espécimes vivos).
É considerada um especialista florestal, habitando apenas em habitats com extensa cobertura de dossel florestal. Foi demonstrado que as taxas de abundância e imigração aumentam conforme aumenta a cobertura florestal.

## Histórico

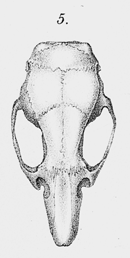
Vista dorsal do crânio

### Morfologia
O gênero Euryoryzomys é descrito como tendo pelagem que varia da cor amarela a marrom-avermelhada dorsalmente, embora tenha uma cor ventral mais clara. As orelhas são geralmente de tamanho médio a grande. As vibrissas (bigodes) não ultrapassam as orelhas. A maioria das espécies possui um jugal (com exceção de E. lamia).
Euryoryzomys russatus é descrito como tendo um crânio grande e comprimento corporal relativamente grande; com uma faixa de comprimento de corpo de 112−185 mm (4 402,17 pol). Alguns estudos registraram seu peso, que era em média de 59 g (2,1 oz). A cauda mede entre 105–196 105−196 mm (4 126,14 pol) de comprimento. A pelagem é marrom-avermelhada na parte dorsal do corpo e branca na parte ventral. O pinnae e a cauda são ambos na cor cinza. Os membros anteriores e posteriores são rosa claro, junto com o nariz. As vibrissas faciais são de cor preta. Parietais em E. russatus não possuem expansões laterais.

### Ecologia
Euryoryzomys russatus é um roedor noturno terrestre que se move principalmente sobre a serapilheira encontrada no solo da floresta. Um estudo sazonal de seleção de microhabitats encontrou variação na escolha de microhabitats nas estações quente-úmida e fria-seca. Euryoryzomys russatus possui maior abundância em áreas com detritos lenhosos, baixa altura da serapilheira e alta biomassa de artrópodes durante a estação quente-úmida e durante a estação fria-seca; a maior abundância foi observada em áreas com alta umidade da serapilheira. É um comedor oportunista, consumindo sementes, frutas e insetos quando possível. Um estudo de predação de sementes na Mata Atlântica brasileira encontrou E. russatus um eficiente predador de sementes, comendo a maioria das sementes oferecidas (com exceção daquelas com massa maior que a dos indivíduos observados).
Um estudo da dinâmica populacional de uma população da E. russatus na Ilha de Santa Catarina, no sul do Brasil, mostrou que tanto machos como fêmeas possuem proporção quase iguais. Mantém um sistema de acasalamento monogâmico. As fêmeas tiveram atividade reprodutiva ao longo do ano e se correlacionam com a disponibilidade de recursos alimentares. Seus ninhos possuem forma de xícara e são construídos com fibras de bambu e outras gramíneas da família Poaceae. A prole nasce altricial, sem cabelo e com olhos e ouvidos fechados. Um estudo calculou o número médio de crias por gravidez (a partir do levantamento de fêmeas grávidas e filhotes) como sendo 3,6, com três a seis filhotes sendo típicos.

### Genética
Análises genéticas agruparam diferentes populações de E. russatus' em três clados usando regiões do gene mitocondrial e nuclear, porém nenhuma subespécie foi identificada. Um estudo focado na estruturação genética de populações na Mata Atlântica do sul do Brasil não encontrou nenhuma estruturação genética ao longo da distribuição das espécies. Por meio do cariótipo de indivíduos de E. russatus do Parque Estadual da Serra do Mar (Santa Virgínia, Brasil), verificou-se que possuem um número cromossômico de 2n=80. Este número é compartilhado com Euryoryzomys emmonsae e Euryoryzomys nitidus.

## Conservação
Em 2016, a Euryoryzomys russatus foi listada como Espécie pouco preocupante pela União Internacional para a Conservação da Natureza (IUCN). No entanto, estudos têm mostrado que esta espécie é suscetível a distúrbios antropogênicos, como degradação ou destruição de habitat.

## Predadores
Estudos descobriram que o E. russatus é uma presa de várias espécies de felinos neotropicais, incluindo jaguarundi (Puma yagouaroundi), gato-do-mato (Leopardus tigrinus) e jaguatirica (Leopardus pardalis). Também foi demonstrado que os gatos domésticos (Felis silvestris catus) se alimentam de E. russatus.

## Parasitas

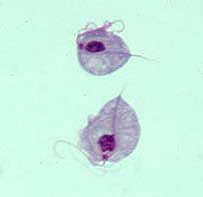
Exemplo de um Trichomonas sp. semelhante ao encontrado em E. russatus

Pesquisas sobre os parasitas gastrointestinais da E. russatus encontraram oito endoparasitas diferentes em populações insulares e continentais. Uma nova espécie de nematóide, Hassalstrongylus luquei, foi encontrada no intestino delgado de E. russatus. Foi descoberto que um único indivíduo possuía anticorpos de uma infecção fúngica sistêmica com Paracoccidioides brasiliensis. Um estudo sobre Rickettsia rickettsii, febre maculosa brasileira, mostrou que E. russatus é um hospedeiro da espécie de carrapato Amblyomma ovale, que é um vetor conhecido da doença zoonótica.